# 环翠街道
环翠街道，是中华人民共和国贵州省安顺市镇宁布依族苗族自治县下辖的一个街道办事处。
2016年1月14日，贵州省人民政府批复同意镇宁自治县部分乡镇行政区划调整，新设置的环翠街道辖原城关镇西街社区、北街社区、锦屏村、果寨村、和平村、高荡村、和睦村、十一村、城西村、刘关村、五兴村、田关村、烟棚村、北关村。

## 行政区划
环翠街道下辖以下地区：
西街社区、北街社区、烟棚村、北关村、刘关村、果寨村、高荡村和田关村。

## 中国传统村落
2013年8月，高荡村被评为第二批中国传统村落。